# Мікаель Пернфорс
Мікаель Пернфорс (швед. Mikael Pernfors; нар. 16 липня 1963) — колишній шведський тенісист.
Найвищу одиночну позицію світового рейтингу — 10 місце досяг 22 вересня 1986, парну — 32 місце — 11 липня 1988 року.
Здобув 3 одиночні та 1 парний титул.
Найвищим досягненням на турнірах Великого шолома був фінал в одиночному розряді.
Завершив кар'єру 1996 року.

## Важливі фінали

### Фінали турнірів Великого шолома

#### Одиночний розряд: 1 (0–1)
| Результат | Рік  | Турнір                      | Покриття | Суперник   | Рахунок       |
| Поразка   | 1986 | Відкритий чемпіонат Франції | Ґрунт    | Іван Лендл | 3–6, 2–6, 4–6 |

### Фінали турнірів серії Мастерс

#### Одиночний розряд: 1 (1–0)
| Результат | Рік  | Турнір           | Покриття | Суперник    | Рахунок       |
| Перемога  | 1993 | Монреаль, Канада | Тверде   | Тодд Мартін | 2–6, 6–2, 7–5 |

## Фінали за кар'єру

### Одиночний розряд: 5 (3–2)
| Легенда                 |
| Великий шлем (0–1)      |
| Masters Cup (0–0)       |
| Серія Мастерс ATP (1–0) |
| Тур ATP (2–1)           |

| Результат | Ранг | Дата     | Турнір                                      | Покриття   | Суперник        | Рахунок       |
| --------- | ---- | -------- | ------------------------------------------- | ---------- | --------------- | ------------- |
| Поразка   | 1.   | 1986     | Відкритий чемпіонат Франції з тенісу, Париж | Ґрунт      | Іван Лендл      | 3–6, 2–6, 4–6 |
| Поразка   | 2.   | Лют 1988 | Мемфіс, США                                 | Тверде (i) | Андре Агассі    | 4–6, 4–6, 5–7 |
| Перемога  | 1.   | Вер 1988 | Лос-Анджелес, США                           | Тверде     | Андре Агассі    | 6–2, 7–5      |
| Перемога  | 2.   | Жов 1988 | Скоттсдейл, США                             | Тверде     | Гленн Леєндекер | 6–2, 6–4      |
| Перемога  | 3.   | Лип 1993 | Монреаль, Канада                            | Тверде     | Тодд Мартін     | 2–6, 6–2, 7–5 |

### Парний розряд: 3 (1–2)
| Легенда                 |
| ----------------------- |
| Великий шлем (0–0)      |
| Masters Cup (0–0)       |
| Серія Мастерс ATP (0–0) |
| Тур ATP (1–2)           |

| Результат | Ранг | Дата     | Турнір              | Покриття   | Партнер           | Суперники                  | Рахунок       |
| --------- | ---- | -------- | ------------------- | ---------- | ----------------- | -------------------------- | ------------- |
| Поразка   | 1.   | Лип 1987 | Штутгарт, Німеччина | Ґрунт      | Магнус Тідеман    | Рік Ліч Тім Павсат         | 3–6, 4–6      |
| Поразка   | 2.   | Лют 1988 | Мемфіс, США         | Тверде (i) | Петер Лундгрен    | Кевін Каррен Девід Пейт    | 2–6, 2–6      |
| Перемога  | 1.   | Тра 1989 | Чарлстон, США       | Ґрунт      | Тобіас Свантессон | Агустін Морено Хайме Їсага | 6–4, 4–6, 7–5 |

## Досягнення в одиночних змаганнях
| W | Ф | ПФ | ЧФ | #Р | КТ | К# | DNQ | A | NH |

| Турнір                                 | 1984                                          | 1985                                          | 1986                                          | 1987                                          | 1988                                          | 1989                                          | 1990 | 1991 | 1992 | 1993 | 1994 | SR     | W–L   |
| -------------------------------------- | --------------------------------------------- | --------------------------------------------- | --------------------------------------------- | --------------------------------------------- | --------------------------------------------- | --------------------------------------------- | ---- | ---- | ---- | ---- | ---- | ------ | ----- |
| Турніри Великого шолома                |                                               |                                               |                                               |                                               |                                               |                                               |      |      |      |      |      |        |       |
| Відкритий чемпіонат Австралії з тенісу |                                               |                                               | NH                                            |                                               |                                               | 3р                                            | ЧФ   |      |      |      | 1р   | 0 / 3  | 6–3   |
| Відкритий чемпіонат Франції з тенісу   |                                               |                                               | Ф                                             | 1р                                            | 1р                                            | 1р                                            |      |      |      |      | 1р   | 0 / 5  | 6–5   |
| Вімблдонський турнір                   |                                               |                                               | 4р                                            | 4р                                            |                                               | 2р                                            |      |      |      |      |      | 0 / 3  | 7–3   |
| Відкритий чемпіонат США з тенісу       | 1р                                            | 1р                                            | 2р                                            | 1р                                            | 3р                                            | 4р                                            | 1р   | 1р   | 1р   | 2р   |      | 0 / 10 | 7–10  |
| В-П                                    | 0–1                                           | 0–1                                           | 10–3                                          | 3–3                                           | 2–2                                           | 6–4                                           | 4–2  | 0–1  | 0–1  | 1–1  | 0–2  | 0 / 21 | 26–21 |
| Серія Мастерс ATP                      |                                               |                                               |                                               |                                               |                                               |                                               |      |      |      |      |      |        |       |
| Індіан-Веллс                           | До 1990 року це не були турніри серії Мастерс | До 1990 року це не були турніри серії Мастерс | До 1990 року це не були турніри серії Мастерс | До 1990 року це не були турніри серії Мастерс | До 1990 року це не були турніри серії Мастерс | До 1990 року це не були турніри серії Мастерс |      |      |      |      |      | 0 / 0  | 0–0   |
| Відкритий чемпіонат Маямі з тенісу     | До 1990 року це не були турніри серії Мастерс | До 1990 року це не були турніри серії Мастерс | До 1990 року це не були турніри серії Мастерс | До 1990 року це не були турніри серії Мастерс | До 1990 року це не були турніри серії Мастерс | До 1990 року це не були турніри серії Мастерс | 1р   |      |      | 3р   |      | 0 / 2  | 2–2   |
| Монте-Карло                            | До 1990 року це не були турніри серії Мастерс | До 1990 року це не були турніри серії Мастерс | До 1990 року це не були турніри серії Мастерс | До 1990 року це не були турніри серії Мастерс | До 1990 року це не були турніри серії Мастерс | До 1990 року це не були турніри серії Мастерс |      |      |      |      |      | 0 / 0  | 0–0   |
| Рим                                    | До 1990 року це не були турніри серії Мастерс | До 1990 року це не були турніри серії Мастерс | До 1990 року це не були турніри серії Мастерс | До 1990 року це не були турніри серії Мастерс | До 1990 року це не були турніри серії Мастерс | До 1990 року це не були турніри серії Мастерс |      |      |      |      |      | 0 / 0  | 0–0   |
| Гамбург                                | До 1990 року це не були турніри серії Мастерс | До 1990 року це не були турніри серії Мастерс | До 1990 року це не були турніри серії Мастерс | До 1990 року це не були турніри серії Мастерс | До 1990 року це не були турніри серії Мастерс | До 1990 року це не були турніри серії Мастерс |      |      |      |      |      | 0 / 0  | 0–0   |
| Мастерс Канада                         | До 1990 року це не були турніри серії Мастерс | До 1990 року це не були турніри серії Мастерс | До 1990 року це не були турніри серії Мастерс | До 1990 року це не були турніри серії Мастерс | До 1990 року це не були турніри серії Мастерс | До 1990 року це не були турніри серії Мастерс |      |      |      | П    |      | 1 / 1  | 6–0   |
| Мастерс Цинциннаті                     | До 1990 року це не були турніри серії Мастерс | До 1990 року це не були турніри серії Мастерс | До 1990 року це не були турніри серії Мастерс | До 1990 року це не були турніри серії Мастерс | До 1990 року це не були турніри серії Мастерс | До 1990 року це не були турніри серії Мастерс |      | 2р   |      | 1р   |      | 0 / 2  | 1–2   |
| Стокгольм                              | До 1990 року це не були турніри серії Мастерс | До 1990 року це не були турніри серії Мастерс | До 1990 року це не були турніри серії Мастерс | До 1990 року це не були турніри серії Мастерс | До 1990 року це не були турніри серії Мастерс | До 1990 року це не були турніри серії Мастерс |      |      |      | 2р   |      | 0 / 1  | 1–1   |
| Париж                                  | До 1990 року це не були турніри серії Мастерс | До 1990 року це не були турніри серії Мастерс | До 1990 року це не були турніри серії Мастерс | До 1990 року це не були турніри серії Мастерс | До 1990 року це не були турніри серії Мастерс | До 1990 року це не були турніри серії Мастерс |      |      |      |      |      | 0 / 0  | 0–0   |
| В-П                                    | До 1990 року це не були турніри серії Мастерс | До 1990 року це не були турніри серії Мастерс | До 1990 року це не були турніри серії Мастерс | До 1990 року це не були турніри серії Мастерс | До 1990 року це не були турніри серії Мастерс | До 1990 року це не були турніри серії Мастерс | 0–1  | 1–1  | 0–0  | 9–3  | 0–0  | 1 / 6  | 10–5  |
| Рейтинг на кінець року                 | 434                                           | 165                                           | 12                                            | 33                                            | 19                                            | 48                                            | 175  | 240  | 234  | 29   | 940  |        |       |